# Marceli Klimkowski

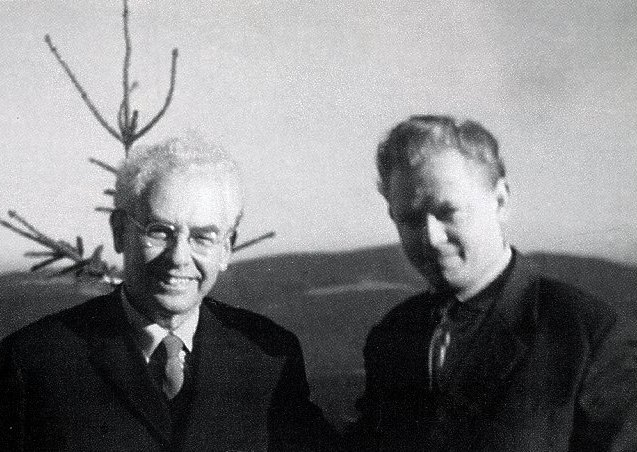
Marceli Klimkowski (rechts) und Alexander Lurija (1963)

Marceli Jan Klimkowski (* 16. Januar 1937 in Hayange, Frankreich; † 15. Dezember 2020 in der zur Landgemeinde Gmina Wojciechów gehörenden Ortschaft Maszki) war ein polnischer klinischer Psychologe und Neuropsychologe. Er war der Gründer der polnischen Schule für Klinische Neuropsychologie am Institut für Psychologie der Maria-Curie-Skłodowska-Universität (UMCS) in Lublin, die seit 1996 von Professorin Anna Herzyk aufgebaut und gestaltet wird. Er war ein Schüler von Alexander Romanowitsch Lurija, Professor an der UMCS und der Medizinischen Universität Lublin, Spezialist für Klinische Psychologie und Neuropsychologie zweiten Grades.

## Biographie
Marceli Klimkowski wurde als Sohn von Ignacy und Janina in einer Arbeiterfamilie polnischer Nationalität geboren. Seine frühe Kindheit verbrachte er in Frankreich. Im Jahr 1946 wurde die Familie Klimkowski nach Polen repatriiert. Schon als Schüler des Pädagogischen Gymnasiums in Katowice, das er 1955 abschloss, zeigte er Interesse an den Geisteswissenschaften. Für sein Masterstudium ging er an die Lomonossow-Universität Moskau, wo er in den Jahren 1955–1960 unter der wissenschaftlichen Leitung von Alexander Romanowitsch Lurija Psychologie mit Spezialisierung auf Neuropsychologie studierte.
Im Jahr 1966 promovierte er an der Lomonossow-Universität Moskau in Psychologie mit seiner Dissertation Narushenia słucho-rchechevoy pamiati pri porażeniya lewoj wisocznoj doli („Verlust des auditiv-zerebralen Gedächtnisses durch Lähmung der linken Gehirnhälfte“), die er unter der Leitung von Alexander Lurija verfasste. Ein Jahr später wurde diese Dissertation an der Fakultät für Psychologie der Universität Warschau nostrifiziert. Im Jahr 1976 habilitierte er sich an der UMCS in Geisteswissenschaften mit der Arbeit Pamięć człowieka i jej mechanizmy („Das menschliche Gedächtnis und seine Mechanismen“).

## Wissenschaftliche Laufbahn
Im Jahr 1960 nahm Klimkowski eine Stelle am Lehrstuhl für Psychologie der UMCS an und arbeitete dort bis 1963. Danach wechselte er an den Lehrstuhl für Neurochirurgie der Medizinischen Universität Lublin, wo er in den Jahren 1966–1972 Leiter des neuropsychologischen Labors war. 1973 kehrte er zur akademischen Arbeit an der Fakultät für Pädagogik und Psychologie der UMCS zurück. Im Jahr 1977 war er Mitbegründer des Instituts für Psychologie an der UMCS, dessen Direktor er von 1977 bis 1980 und von 1984 bis 1985 war.
Im Jahr 1977 gründete er die Abteilung für Klinische Psychologie und Neuropsychologie an der UMCS, die er bis 1996, als Professorin Anna Herzyk seine Nachfolgerin wurde, leitete. Von 1987 bis 1990 war er Dekan der Fakultät für Pädagogik und Psychologie an der UMCS. Im Jahr 1997 nahm er einen Lehrauftrag an der Medizinischen Universität Lublin an, wo er bis 2002 den interfakultären Lehrstuhl für Geisteswissenschaften leitete. 

## Internationale Zusammenarbeit
Marceli Klimkowski arbeitete viele Jahre lang mit Alexander Lurija am Burdenko-Institut und an der Lomonossow-Universität Moskau zusammen. Unter seiner Anleitung studierte er Psychologie und Neuropsychologie auf Master- und Doktoratsebene. Auch in späteren Jahren arbeitete er weiter mit Lurija zusammen. Marceli Klimkowski absolvierte zahlreiche wissenschaftliche Praktika bei Alexander Lurija und seinen Mitarbeitern, unter anderem in den Jahren 1962, 1964, 1966, 1974 und 1986.
1974 beantragte Marceli Klimkowski offiziell die Verleihung der Ehrendoktorwürde an Alexander Lurija und Tadeusz Tomaszewski durch die UMCS. Beide Wissenschaftler erhielten diese Titel.
Marceli Klimkowski arbeitete auch mit Henry Hecaen in Paris und mit wissenschaftlichen Zentren in der Tschechoslowakei, in Bulgarien und in der Schweiz zusammen, wo er wissenschaftliche Praktika absolvierte.

## Lehrtätigkeit
In seiner mehr als vierzigjährigen wissenschaftlichen und didaktischen Tätigkeit hat Marceli Klimkowski einen großen Beitrag zur Bildung wissenschaftlicher Kader in der Neuropsychologie und der Klinischen Psychologie sowie in den Geistes- und Medizinwissenschaften geleistet. Von seinen Studenten haben zwei den Titel eines ordentlichen Professors und mehrere den Grad eines habilitierten Doktors erhalten. Unter seiner wissenschaftlichen Leitung haben rund ein Dutzend Menschen in den Geistes- und Medizinwissenschaften promoviert und etwa 200 Studenten einen Master-Abschluss erhalten. 

## Forschungsschwerpunkte
- Neuropsychologie des Gedächtnisses und der Sprache
- Funktionelle Asymmetrie des Gehirns
- Methodik der neuropsychologischen Forschung
- Diagnostik und Therapie von Menschen mit Hirnverletzungen (Kinder und Erwachsene)
- Grundlagendidaktik der Klinischen Psychologie

## Mitgliedschaft in wissenschaftlichen Vereinigungen
- Ausschuss für psychologische Wissenschaften, Polnische Akademie der Wissenschaften (1974–1980; 1982–1995)
- Hauptvorstand der Polnischen Psychologenvereinigung (1974–1986)
- Ausschuss für neurologische Wissenschaften, Polnische Akademie der Wissenschaften (1980–1987)
- Vorsitzender der Neuropsychologischen Kommission des Komitees für Neurologische Wissenschaften, Polnische Akademie der Wissenschaften (1974–1986)

## Auszeichnungen
- 1977: Wissenschaftlicher Preis des Ministers für Hochschulwesen
- 1997: Ehrennadel „Für vorbildliche Arbeit im Gesundheitsdienst“
- 1997: Verleihung des Ritterkreuzes des Ordens Polonia Restituta[6]
- 2006: Kopernikus-Preis der Polnischen Neuropsychologischen Vereinigung
- 2007: Maria-Curie-Skłodowska-Medaille für Verdienste um die UMCS

## Publikationen
- mit Alexander Lurija, E. N. Sokolov: Towards a neurodynamic analysis of memory disturbances with lesions of left temporal lobe. In: Neuropsychologia. Nr. 5, 1967, S. 1–11.
- mit Alexander Lurija: O modalnoj organizaciji kratkowremiennoj pamiati. In: Woprosy Psichołogii. Nr. 5, 1968, S. 81–89.
- mit T. Czochra: Wlijanije niejrodinamiczeskich faktorow na projawlenije i dinamiku naruszenij pisma pri łokalnych porażenijach gołownogo mozga. In: Ludmiła S. Cwietkowa (Hrsg.): Problemy afaziji i wostanowitielnoje obyczenije. Izd. MGU,  Moskau 1979, S. 116–128.
- Restytucja czynności mowy po ogniskowych uszkodzeniach mózgu. In: Wiktor Dega (Hrsg.): Zdolności kompensacyjne i możliwości ich wykorzystania w rehabilitacji osób z ogniskowymi uszkodzeniami ośrodkowego układu nerwowego. PZWL, Warschau 1985, S. 56–63.
- mit Halina Koźniewska: Zaburzenia wyższych czynności nerwowych. In: Jerzy Bidziński (Hrsg.) Neurochirurgia. PZWL, Warschau 1988, S. 93–105.
- mit Anna Herzyk (Hrsg.): Diagnoza neuropsychologiczna – przegląd zagadnień. UMCS, Lublin 1987.
- mit Anna Herzyk (Hrsg.) Neuropsychologia kliniczna. Wybrane zagadnienia. UMCS, Lublin 1994.
- Psychologiczne następstwa udarów mózgu. In: Jerzy Majkowski (Hrsg.): Udary naczyniowe mózgu. PZWL, Warschau 1998, S. 211–221.
- mit Katarzyna Kucharska-Pietura: Kliniczne aspekty emocji w zdrowym i chorym mózgu. Wydawcy Medyczne, Krakau 2002.
- mit Katarzyna Kucharska-Pietura: Perception of facial affect in chronic schizophrenia and right brain damage. In: Acta Neurobiologiae Experimentalis. 62. Jg., 2002, Nr. 1, S. 33–43 (Abstract).
- mit Ewa Humeniuk, Irena Wegrzyn-Szkutnik, Janusz Milanowski: Psychosocial problems of patients with bronchial asthma. UMCS, Lublin 2003, 58. Jg., Nr. 1, S. 187–194.  PMID 15314983.
- mit Alexander Lurija: Lexicon Grammaticorum. A Bio-Bibliographical Companion to the History of Linguistic. Band II. Max Niemeyer Verlag, 2009, S. 940–943.